# Lielvārde (novads)
Lielvārde est un ancien novads de Lettonie, situé dans la région de Vidzeme. Créé en 2004, il est supprimé en 2021 et fusionné dans la municipalité d'Ogre. 

## Histoire
La municipalité de Lielvārde (en letton Lielvārdes novads) est créée en 2004, lors de la 1re réforme administrative territoriale, à partir d'une partie du rajons d'Ogre et élargie en 2009 par absorption des pagasts de Jumprava et de Lēdmane. Elle se compose de trois pagasts, Jumprava, Lēdmane et Lielvārde et d'une ville Lielvārde. La municipalité compte 11 466 habitants en 2009 et 9 547 en 2021.
Après la réforme administrative et territoriale de 2021, elle est supprimée et intégrée à la nouvelle municipalité d'Ogre.